# Stichaeidae
Famille
Les Stichaeidae sont une famille de poissons de l'ordre des Perciformes.

## Liste des genres
- Acantholumpenus
- Alectrias
- Alectridium
- Anisarchus
- Anoplarchus
- Askoldia
- Azygopterus
- Bryozoichthys
- Cebidichthys
- Chirolophis
- Dictyosoma
- Ernogrammus
- Esselenichthys
- Eulophias
- Eumesogrammus
- Gymnoclinus
- Kasatkia
- Leptoclinus
- Leptostichaeus
- Lumpenella
- Lumpenopsis
- Lumpenus
- Neolumpenus
- Neozoarces
- Opisthocentrus
- Pholidapus
- Phytichthys
- Plagiogrammus
- Plectobranchus
- Poroclinus
- Pseudalectrias
- Soldatovia
- Stichaeopsis
- Stichaeus
- Ulvaria
- Xenolumpenus
- Xiphister
- Zoarchias